# Ананьевский аильный округ
Ананьевский аильный округ (аймак) — административная единица в Иссык-Кульском районе Иссык-Кульской области Кыргызстана.
Код СОАТЕ — 41702 215 805 00 0.
Центр аильного округа село Ананьево (прежнее название Сазановка; с 1871 до 1942). Село с 1930 до 1971 года являлось районным центром Иссык-Кульского района Иссык-Кульской области Киргизской ССР, после 1971 г. районным центром стал город Чолпон-Ата.

## Административное деление
В состав Ананьевского аильного округа ныне входят населённые пункты:
- Ананьево
- Кок-Дёбе
- Чет-Байсоорун

## Примечание
1. ↑  Численность населения областей, районов, городов,поселков городского типа, айылных аймаков и айылов (сел) Кыргызской Республики Архивная копия от 10 ноября 2021 на Wayback Machine (на 2022 год).
2. 1 2  Государственный классификатор система обозначений объектов административно-территориальных и территориальных единиц Кыргызской республики. — Бишкек: Национальный статистический комитет Кыргызской республики, 2017. — С. 12. — 100 с. Архивировано 18 марта 2018 года.